# ディシプリン (キング・クリムゾンのアルバム)

『ディシプリン』の後のバージョンでは、スティーヴ・ボールによるこのデザインが採用された

『ディシプリン』（Discipline）は、1981年に発表されたキング・クリムゾンのアルバム。1974年の解散後、約7年ぶりに発表された新作アルバムで、エイドリアン・ブリュー（ギター、ボーカル）とトニー・レヴィン（ベース）をメンバーに迎えて最初に発表された作品である。

## 解説
1969年に結成されたキング・クリムゾンは1971年11月まで4作のアルバムを発表する度にメンバー・チェンジを繰り返し、メンバーを一新して再出発した1972年10月からは3作のアルバムを発表する度にメンバーを失っていった。1974年9月、トリオになった彼等はアルバム『レッド』を発表すると同時に解散した。
結成から解散まで唯一人在籍し続けた中心メンバーのロバート・フリップ（ギター）は一旦は音楽界からの引退を決意するが、1976年にピーター・ガブリエルの初のソロ・アルバムの制作に参加して復帰した。1977年から1978年には自ら開発したテープ・ループの技法「フリッパートロニクス」を導入した初のソロ・アルバム『エクスポージャー』を含む『MOR・3部作』を制作した。1980年1月、2作目のソロ・アルバム『God Save the Queen/Under Heavy Manners』を発表し、フリッパートロニクスを使用したダンスミュージック「ディスコトロニクス (Discotronics)」を披露した。彼はライブ活動にも意欲を見せて、3月、『エクスポージャー』に参加した元XTCのバリー・アンドリュース（キーボード）らと『リーグ・オブ・ジェントルメン』を結成し、同年12月までの約7か月間に渡ってヨーロッパと北米で広範囲にわたるツアーを行いクラブや大学で演奏した。1981年2月には、アンドリュースらメンバーと制作したアルバム『The League of Gentlemen』をフリップ名義で発表した。
そして彼は、1972年から1974年の解散までキング・クリムゾンのメンバーだったビル・ブルーフォード（ドラムス、パーカッション）、デヴィッド・ボウイを通して面識を持ったエイドリアン・ブリュー（ギター、ボーカル）、ガブリエルのアルバムの制作で共演したトニー・レヴィン（ベース）と「ディシプリン」（戒律、規律の意）を結成した。彼等は4月30日、イングランドのバースにあるモールズ・クラブでプレス向けの初ライブを行い、やがて商業上の理由からキング・クリムゾンに改名して、7年ぶりの復活を実現させた。
5月18日、彼等は本作の制作を開始し、10月に発表してキング・クリムゾンの2度目のデビューを果たした。アフリカの民族音楽を基調としたポリリズムを取り入れ、フリップの「ディスコトロニクス」や『リーグ・オブ・ジェントルメン』の流れを汲んで当時流行の兆しを見せていたディスコサウンドを導入するなど、以前のキング・クリムゾンとは様変わりしたスタイルは賛否両論を招いた。ファンの中には、キング・クリムゾンは『イギリス人のバンド』であり、詩人や作詞家が描く文学的な世界観を表現した楽曲を厳粛な雰囲気で演奏する『プログレッシブ・ロック界の重鎮』である、という固定観念を抱く人々が少なからずいた。そのようなファンは、高度な演奏技術を持つとはいえアメリカ人であるブリューとレヴィンがディスコサウンドを連想させる新曲や「太陽と戦慄 パートII」や「レッド」までも身体でリズムを取りつつファンキーな動きを見せながら演奏し、それまでの歌詞に見られた文学的な世界観とは縁がなさそうなブリューが作詞を一手に引き受けて「エレファント・トーク」のような言葉遊びも披露する、という新機軸に戸惑いを覚え、中には否定的な見解を示す人々もいた。
彼等は本作に続いて歴代のキング・クリムゾンで初めて、同じ顔ぶれで『ビート』（1982年）と『スリー・オブ・ア・パーフェクト・ペアー』（1984年）という複数のアルバムを発表した後、1984年7月11日のモントリオール公演を最後に解散し、後に「ディシプリン・クリムゾン」などと呼称されるようになった。フリップは後続の2作品を「レコード会社との契約枚数を消化するために作った」と発言しており、結成直後に制作された本作が既にディシプリン・クリムゾンの集成だったと看做している。本作のジャケットは赤、『ビート』は青、『スリー・オブ・ア・パーフェクト・ペアー』は黄を基調としていた。フリップがゲオルギイ・グルジエフに心酔していたこともあって、「彼等は最初から3枚で解散する予定だった」といったこじつけ的な意見も多かった。
フリップは本作を『クリムゾン・キングの宮殿』（1969年）、『レッド』（1974年）と並べて『歴代キング・クリムゾンの傑作』に挙げている。1994年、ディシプリン・クリムゾンの4人に2人が加わって結成された通称「ダブル・トリオ・クリムゾン」のサウンドの完成度が非常に高かったことからディシプリン・クリムゾンへの再評価の機運が高まり、本作も広く『クリムゾン通史の中の傑作』と看做されるようになった。

## 収録曲
全曲メンバー4人の共作。

### サイドA
1. エレファント・トーク - "Elephant Talk" (4:42)
2. フレーム・バイ・フレーム - "Frame By Frame" (5:08)
3. 待ってください - "Matte Kudasai" (3:45)
4. インディシプリン - "Indiscipline" (4:31)

### サイドB
1. セラ・ハン・ジンジート - "Thela Hun Ginjeet" (6:25)
2. ザ・シェルタリング・スカイ - "The Sheltering Sky" (8:22)
3. ディシプリン - "Discipline" (5:02)

## 参加ミュージシャン
- ロバート・フリップ - ギター、フリッパートロニクス
- エイドリアン・ブリュー - ギター、ボーカル
- トニー・レヴィン - ベース、チャップマン・スティック
- ビル・ブルーフォード - ドラムス